# Ebba Busch
Ebba Busch (ur. 11 lutego 1987 w miejscowości Gamla Uppsala) – szwedzka polityk i samorządowiec, parlamentarzystka, od 2015 przewodnicząca Chrześcijańskich Demokratów, od 2022 minister energii i przedsiębiorczości.

## Życiorys
Urodziła się jako córka Szwedki i Norwega. Kształciła się w ramach programu International Baccalaureate Organization. Podjęła następnie studia z zakresu polemologii na Uniwersytecie w Uppsali.
Zaangażowała się w działalność polityczną w ramach Chrześcijańskich Demokratów. W 2008 została wiceprzewodniczącą organizacji młodzieżowej tego ugrupowania. W 2009 została tymczasową radną w Uppsali, w 2010 wybrana na tę funkcję jako liderka listy wyborczej. Stopniowo zyskiwała dalsze wpływy w partii i rozpoznawalność. W 2014 kandydowała bez powodzenia do Parlamentu Europejskiego, uzyskując drugi wynik w ramach listy partyjnej.
25 kwietnia 2015 została wybrana na przewodniczącą swojego ugrupowania, zastępując na tej funkcji Görana Hägglunda. W wyborach w 2018 uzyskała mandat posłanki do Riksdagu (reelekcja w 2022).
W październiku 2022 objęła urząd ministra energii i przedsiębiorczości w utworzonym wówczas rządzie Ulfa Kristerssona. Objęła w tym gabinecie również funkcję wicepremiera.

## Życie prywatne
Była zamężna z piłkarzem Niklasem Thorem. Używała nazwiska Busch Thor. Para rozstała się w 2019.